# Isla Howe
La Isla Howe (en francés: Île Howe) es una isla francesa en el Océano Índico situada en el archipiélago de las Islas Kerguelen al norte de la isla Foch y cerca de la Isla Mc Murdo.
La Isla mide 8 kilómetros de largo y tiene una geografía un poco accidentada. Su nombre le fue dado por el capitán James Cook en 1776, durante su visita al Puerto de Navidad (Port-Christmas). El Señor Vizconde Howe era entonces comandante del ejército británico en América del Norte. La isla fue explorada por Pierre Decouz el 22 de diciembre de 1912, y este explicó en su informe que Howe era una de las mejores islas de Kerguelen, ya que podía contener hasta 10 000 ovejas.
Sus costas son el hogar de grandes colonias de elefantes marinos que fueron diezmadas por los cazadores, incluidos los estadounidenses de Nueva Inglaterra durante la segunda mitad del siglo XIX.